# Victor Crone
Victor Fritz-Crone (født 31. januar 1992), også kendt som Vic Heart, er en svensk sanger, sangskriver og guitarist.
Han har flere gange bidraget til det svenske "Melodifestivalen" - senest i 2023. I 2019 repræsenterede han dog Estland i Eurovision Song Contest 2019 i Tel Aviv med sangen "Storm".
I udgav han 2020 debutalbummet Troubled Waters.

## Diskografi

### Album
- 2020 – Troubled Waters